# Christian Leins
Christian Leins (* 1965 in Pforzheim) ist ein deutscher Musikproduzent und Musikmanager.

## Leben
Nach einem Dirigier- und Chorleitungsstudium am Mozarteum in Salzburg bei Michael Gielen, Nikolaus Harnoncourt und Walter Hagen-Groll, das er mit Auszeichnung und dem österreichischen Staatspreis für besondere künstlerische Leistung abschloss, wurde Christian Leins 1991 musikalischer Assistent von Giuseppe Sinopoli. Außerdem wirkte er mehrere Jahre als Musik-Aufnahmeleiter für den ORF Hörfunk Wien (Ö1). Nach einer Assistenz bei Thomas M. Stein in der Geschäftsleitung der Bertelsmann Music Group wandte sich Christian Leins dem Musikgeschäft zu und war von 2001 bis 2005 Artists & Repertoire Director der Klassik-Label von BMG. Anschließend wechselte er zur Deutschen Grammophon. Dort arbeitete er zunächst als Executive Producer A & R, seit 2008 als Director A & R. Von Mai 2011 bis Ende April 2013 war Christian Leins als "Director Programm Musikalische Förderung" und Mitglied des Führungskreises der Bertelsmann Stiftung in Gütersloh tätig. 
Zu den von Christian Leins produzierten Künstlern gehörten u. a. die Dirigenten Gustavo Dudamel, Nikolaus Harnoncourt, Daniel Harding, Thomas Hengelbrock, Giuseppe Sinopoli und Günter Wand, außerdem das Ensemble Los Otros/Hille Perl und das Hagen-Quartett sowie zahlreiche bekannte Solisten, darunter Martha Argerich, Elīna Garanča, Hilary Hahn, Alice Sara Ott, Maria João Pires, Yuja Wang, Rafał Blechacz, Christian Gerhaher, Martin Grubinger, Gidon Kremer, Lang Lang und Vadim Repin. Viele seiner Produktionen gewannen nationale und internationale Preise, goldene und platine Schallplatten.